# Donín (Hrádek nad Nisou)
Donín (deutsch Dönis) ist ein Ortsteil der Stadt Hrádek nad Nisou in Tschechien. Er liegt einen Kilometer südöstlich von Hrádek nad Nisou und gehört zum Okres Liberec.

## Geographie
Donín erstreckt sich am linken Ufer der Lausitzer Neiße. Es liegt am Rande des Zittauer Beckens, südlich liegt der Kamm des Lausitzer Gebirges. Über dem Dorf erheben sich von Westen nach Ost der Sedlecký Špičák (Lindeberg, 544 m), Ovčí kopec (Schafberg, 263 m), Písečný vrch (316 m) und Nad Vodárnou (Giebelsberg, 358 m).
Nachbarorte sind Grabštejn und Chotyně im Osten, Hamr, Dolní Suchá und Horní Sedlo im Süden, Dolní Sedlo im Südwesten, Loučná im Westen sowie Hrádek nad Nisou im Nordwesten.

## Geschichte
Der zur Herrschaft Grafenstein gehörige Ort wurde 1454 erstmals schriftlich erwähnt und war bis ins 19. Jahrhundert landwirtschaftlich geprägt. Im Jahre 1830 bestand der Ort aus 98 Häusern und hatte 608 Einwohner.
Nach der Aufhebung der Patrimonialherrschaften bildete Dönis ab 1850 eine politische Gemeinde im Gerichtsbezirk Kratzau bzw. Bezirk Reichenberg. 1869 lebten in Dönis 858 Menschen. Mit der Entstehung von Industriebetrieben in und um Grottau wuchs Dönis zu einem Vorort von Grottau an. Im Jahre 1900 hatte die Gemeinde bereits 2076 Einwohner. 1901 wurde die Gummigewebefabrik von Krackow & Eiffert gegründet. Am nördlichen Fuße des Lindeberges entstand die beliebte Ausflugsgaststätte Hahnbergbaude. 1930 lebten in Dönis einschließlich des Ortsteiles Feldhäuser 2131 Menschen. Nach dem Münchner Abkommen wurde die Gemeinde 1938 dem Deutschen Reich zugeschlagen und gehörte bis 1945 zum Landkreis Reichenberg. 1939 hatte die Gemeinde 1945 Einwohner. Nach dem Ende des Zweiten Weltkrieges kam Donín zur Tschechoslowakei zurück und die deutsche Bevölkerung wurde bis 1946 vertrieben. 1950 hatte Donín nur noch 960 Einwohner und wurde nach Hrádek nad Nisou eingemeindet. Die Střelnice (Hahnbergbaude) wurde in den 1950er Jahren abgerissen. Im Jahre 1970 betrug die Einwohnerzahl von Donín 1250, 1991 waren es nur noch 991. Durch das Dorf führt der Oder-Neiße-Radweg. 25 Häuser des Dorfes werden zu Erholungszwecken genützt. Im Jahre 2001 bestand das Dorf aus 285 Häusern, in denen 1009 Menschen lebten.

## Sehenswürdigkeiten
- Sedlecký Špičák (Lindeberg, 554 m) mit altem Steinbruch am Gipfel
- Popova skála (Pfaffenstein, 565 m) südlich des Dorfes
- Statuengruppe Pieta

## Söhne und Töchter des Ortsteils
- Alfred Bernert (1893–1991), österreichischer Offizier im Ersten Weltkrieg, Kunstmaler in Bad Oppelsdorf (heute PL) und Herrnhut
- Rolf Kaulfersch (1919–1987), deutscher Politiker